# 杨贺
杨贺（1990年3月22日—），是一名中国足球运动员，现效力中国足球甲级联赛球队南京城市，司职前锋。

## 俱乐部生涯
2011年，杨贺被提升进入长春亚泰一线队。4月30日，他在长春亚泰客场1比1战平陕西浐灞的第89分钟替补杜震宇出场，上演职业生涯首秀。 在2011赛季，他更多是在中超预备队联赛上出场，在该赛季预备队联赛射进10球，位列射手榜第五位。2012年初，球队新任主教练斯韦托扎尔·萨布利奇将杨贺列入离队名单的行列。虽然杨贺一度传出将转会广州恒大和深圳红钻， 但最终还是被租借到中甲联赛球队成都谢菲联一个赛季。 2012年3月18日，他在2012赛季中甲联赛第一轮首发出场，第一次代表成都谢菲联在正式比赛出场，帮助球队1比0击败呼和浩特东进获得开门红。 5月19日，他在成都谢菲联客场3比2击败延边长白虎的比赛射进职业生涯的首个进球。 2012赛季，他为成都谢菲联出场28次，其中联赛27次，射进1球，赛季结束后回归长春亚泰。